# Роув, Дороти
Дороти Роув (англ. Dorothy Rowe; урожденная Конн; 17 декабря 1930 — 25 марта 2019) — австралийская психолог и писательница, специализировалась на депрессии. Входит в список «Сто ныне живущих гениев» по версии Daily Telegraph от 28 октября 2007 года.

## Биография
В возрасте сорока лет Роув переехала в Англию, начав работать в университете Шеффилда. Возглавляла отделение клинической психологии Линкольншира. Помимо научной деятельности она являлась постоянным обозревателем в ряде газет и журналов в Великобритании.
Исследуя с пациентов с депрессией, и, слушая их истории, выдвинула гипотезу о неприменимости медицинской модели психического заболевания, сфокусировавшись на работе в рамках теории личного конструкта. По ее мнению депрессия — это результат убеждений, которые не позволяют человеку комфортно жить с самим собой или с миром. В частности, именно вера в «Справедливый мир» (что плохие наказаны, а хорошие вознаграждены) усугубляет чувство страха и тревоги в случае бедствия. Частью процесса выздоровления является признание того, что внешний мир непредсказуем и что мы относительно мало контролируем его.
В 2009 году Би-би-си принесли извинения Дороти Роув за редактирование её радиоинтервью, исказившее её взгляды на влияние религии на жизни людей.